# コットンファクター
コットンファクター（英: Cotton factor）はコットンブローカーとも呼ばれ、南北戦争以前から南北戦争後の再建期にかけての南部で、ほとんどの綿花栽培農家が、作物の販売を頼っていた仲介業者である。

## 歴史
コットンファクターは通常、チャールストン、モービル、ニューオーリンズ、サバンナ（港湾都市、まだ鉄道網はなかった）といった商業の中心都市に置かれ、農村の顧客のために最も効率的にビジネスを展開することができた。南北戦争前、アラバマ、ジョージア、ルイジアナ、ミシシッピの各州は世界の綿花の半分以上を生産していたが、アーカンソー、テネシー、テキサスも大量に生産していた。同時に、ニューオーリンズ港が最も綿花を輸出し、次いでモバイル港だった。綿織物業者は顧客の商品を購入したり、顧客に商品を発送したりなどのサービスも頻繁に行った。

ある資料には次のように記されている。
コットンファクターは農業地帯における多才な商売人であり、農作物を売るだけでなく、プランターのためにさまざまなサービスを提供した。彼は顧客のために奴隷の雇用や売買を行い、プランターの子弟を遠くの学校に入れる手配をし、市場の状況や作物の売却や保留の是非について助言を与え、顧客のためにプランテーションの物資の大部分を買い取った。
南北戦争以前から南北戦争後の再建期にかけての南部では、すべての仲介業者が綿花の仲介業者であったわけではなく、他の商品の仲介業者もあった。例えば、1858年のニューオリンズでは63の砂糖と糖蜜の仲介業者が存在した。ルイジアナ州はサトウキビを大量に生産していたが、それ以上に綿花の要因を多く持っていた。